# José Eduardo Cardozo
José Eduardo Martins Cardozo (São Paulo, 18 de abril de 1959) é um jurista, advogado e político brasileiro, filiado ao Partido dos Trabalhadores. Foi deputado federal, ministro da Justiça e advogado-geral da União do Brasil.
Foi, também, procurador do Município de São Paulo e é professor da Pontifícia Universidade Católica de São Paulo (PUC-SP).

## Biografia

### Formação, atividade acadêmica e advocacia
José Eduardo Cardozo formou-se bacharel em direito em 1981 pela Pontifícia Universidade Católica de São Paulo (PUC-SP), onde também concluiu mestrado em 1993 e cursou doutorado, este iniciado em 1994 sob a orientação do professor Celso Antônio Bandeira de Mello, e não concluído. Em 2023, obteve o título de doutor em direito pela Universidade de Salamanca, na Espanha. É professor do curso de Direito da ESPM - Escola Superior de Propaganda e Marketing desde 2023.
Tornou-se procurador do Município de São Paulo por concurso público em 1982, licenciando-se do cargo a partir de 1995. Retornou à função em 2016, passando a representar o Município de São Paulo perante os tribunais superiores, em Brasília, e aposentou-se do cargo em 2017.
Também em 2016 passou a atuar na advocacia privada como sócio do escritório Celso Cordeiro & Marco Aurélio de Carvalho Advogados.
É sócio-fundador do escritório de advocacia Martins Cardozo Advogados Associados em Brasília.
Em 2017, José Eduardo Cardozo passou a integrar o corpo docente da pós-graduação do UniCeub, em Brasília.

### Política
Foi Secretário Municipal de Governo da cidade de São Paulo durante a administração da prefeita Luiza Erundina, então no Partido dos Trabalhadores (PT), entre 1989 e 1992. Em 1992, candidatou-se a vereador também pelo PT, obtendo uma suplência. Após as eleições estaduais e federais de 1994, ascendeu à titularidade no legislativo municipal em 1995. Candidatou-se à reeleição em 1996, exercendo o mandato entre 1997 e 2001. Nesse período, seu trabalho obteve bastante repercussão por ter sido o principal proponente das denúncias de corrupção contra vereadores da bancada de apoio ao então prefeito Celso Pitta (PPB). Com efeito, foi escolhido para ser o presidente da CPI da Máfia dos Fiscais, cujo resultado final compreendeu a cassação do mandato e dos direitos políticos de três parlamentares envolvidos no escândalo. Também foi um dos grandes articuladores do pedido de impeachment contra Celso Pitta após a comprovação das denúncias feitas por sua ex-mulher, Nicéia Camargo. O impeachment foi julgado no plenário da Câmara Municipal em junho de 2000, mas o prefeito, contando com a maioria governista, acabou inocentado das cinco acusações formais que pesavam contra ele. Por esses esforços e pela sua atuação parlamentar como um todo, Cardozo foi considerado um dos melhores vereadores da legislatura.
Nas eleições de 2000, graças ao prestígio obtido junto à opinião pública devido ao ressonante papel fiscalizador exercido no mandato, José Eduardo Cardozo foi reeleito vereador com o maior número de votos da história da cidade de São Paulo: mais de 200 mil. No ano seguinte, foi eleito Presidente da Câmara Municipal de São Paulo, exercendo o cargo no biênio 2001-2002. Em 2002, licenciou-se para concorrer a uma vaga de deputado federal. 
Ingressou na Câmara dos Deputados com uma das maiores votações do PT no estado. Nas eleições de 2006, conseguiu se reeleger, embora com uma votação menos expressiva. No Congresso, foi o principal relator do projeto de lei de iniciativa popular da Ficha Limpa.  
Foi de 2008 a 2010 secretário-geral da direção nacional do PT. Na eleição presidencial de 2010, foi um dos principais articuladores da campanha de Dilma Rousseff, juntamente com o ministro Antonio Palocci. 

### Ministério da Justiça
Em 3 de dezembro de 2010 foi anunciado pela presidente eleita Dilma Rousseff como novo ministro da Justiça do Brasil. Em sua primeira manifestação, disse que se reuniu com a presidente eleita para traçar uma estratégia de controle das fronteiras para combate ao narcotráfico e ao tráfico de armas. Ele também disse que ira se reunir com os governadores para elaborar um plano nacional de segurança pública e que as Forças Armadas não tinham data para sair do Complexo do Alemão.
Manifestou postura favorável ao desarmamento e contrária à redução da maioridade penal.
Em 31 de dezembro de 2014 sua permanência no comando do ministério foi confirmada para o Segundo Governo Dilma Rousseff.
Em reunião na OEA, em janeiro de 2016, Eduardo Cardozo criticou a banalização da violência em esportes e videogames. "A violência é hoje cultivada e aplaudida, seja em esportes ou jogos de crianças pequenas".
Em março de 2016 decidiu deixar o cargo por motivo de desgaste pessoal e político provocado pelas investigações da polícia federal relacionadas à Operação Lava Jato, que trouxeram a Cardozo forte pressão por parte de seu próprio partido.

### Advocacia-Geral da União
Em 3 de março de 2016 Cardozo foi exonerado do cargo de Ministro da Justiça e nomeado Advogado-Geral da União, permanecendo no cargo até o afastamento da presidente Dilma Rousseff pela Câmara dos Deputados do Brasil em 12 de maio de 2016.

### Defesa de Dilma Rousseff
Após sua saída da Advocacia-Geral da União, Cardozo continuou defendendo, como advogado particular, a presidente afastada Dilma Rousseff no processo de impeachment perante o Senado em 2016.

## Desempenho eleitoral
| Ano  | Cargo                          | Votos   | Resultado | Ref.   |
| ---- | ------------------------------ | ------- | --------- | ------ |
| 1996 | Vereador de São Paulo          | 16 255  | Eleito    | [ 16 ] |
| 2000 | Vereador de São Paulo          | 229 549 | Eleito    | [ 17 ] |
| 2002 | Deputado Federal por São Paulo | 303 033 | Eleito    | [ 18 ] |
| 2006 | Deputado Federal por São Paulo | 124 409 | Eleito    | [ 19 ] |